# Terunobu Miyazaki
Terunobu Miyazaki (jap. 宮崎 照宣, Miyazaki Terunobu; * 15. Juni 1943 in der Präfektur Saitama, Japan) ist ein japanischer Physiker, der sich mit Festkörperphysik beschäftigt.
Miyazaki studierte Angewandte Physik an der Universität Tōhoku, wo er 1969 seinen Master-Abschluss erhielt und 1972 promoviert wurde. 1973 bis 1975 war er als Humboldt-Stipendiat an der Universität Regensburg. 1991 bis zu seiner Emeritierung 2007 war er Professor an der Universität Tōhoku. Seit 2007 ist er Professor am WPI Advanced Institute for Materials Research der Universität Tōhoku.
Miyazaki entdeckte 1991, dass der (1975 entdeckte aber später fast in Vergessenheit geratene)  TMR-Effekt (Magnetischer Tunnelwiderstand, Tunneling Magneto-Resistance) auch bei Zimmertemperatur realisierbar ist, und 1994 fand seine Gruppe einen Riesen-TMR-Effekt. Er befasst sich mit magnetischen Materialien, insbesondere neuen Materialien für die Spintronik.
2009 erhielt er mit Jagadeesh Moodera, Paul Tedrow und Robert Meservey (alle drei vom MIT) den Oliver E. Buckley Condensed Matter Prize für ihre Pionierarbeiten in der Spintronik. 2003 erhielt er den Preis der Magnetic Society of Japan (MSJ), 2006 den Preis für Wissenschaft und Technologie des japanischen Ministers für Erziehung, Kultur, Sport und Technologie, 2008 den Asahi-Preis, 2005 den Yamazaki-Teiichi-Preis und 2003 den Yazaki-Kunst- und Wissenschafts-Preis. 2018 wurde ihm der NIMS Award des National Institute for Materials Science verliehen.
Zusammen mit Jin Hanmin veröffentlichte er 2012 das Lehrbuch The Physics of Ferromagnetism.